# Lloyd (motoryzacja)
Lloyd – marka samochodów osobowych i dostawczych, wytwarzanych przez niemieckie przedsiębiorstwo motoryzacyjne NAMAG (Norddeutsche Automobil- und Motoren-Actien-Gesellschaft), należące do armatora statków Norddeutscher Lloyd. Fabryka samochodów założona w 1908 znajdowała się w Bremie. W 1914 roku Lloyd połączył się z marką Hansa zmieniając nazwę na Hansa-Lloyd Werke AG. lutego 1949 zmieniono nazwę na Lloyd Maschinenfabrik G.m.b.H. Nazwę Lloyd nosiły również samochody po przejęciu przedsiębiorstwa przez grupę Borgward. Samochody pod marką Lloyd produkowano do 1963
.
Niemiecka marka samochodów Lloyd nie była powiązana z brytyjską firmą Lloyd Cars Ltd działającą w latach 1936-1951.

## Modele Samochodów
- Lloyd 300
- Lloyd 400
- Lloyd 600
- Lloyd LT 500

- Lloyd Arabella